# حملة آتشيه الثانية

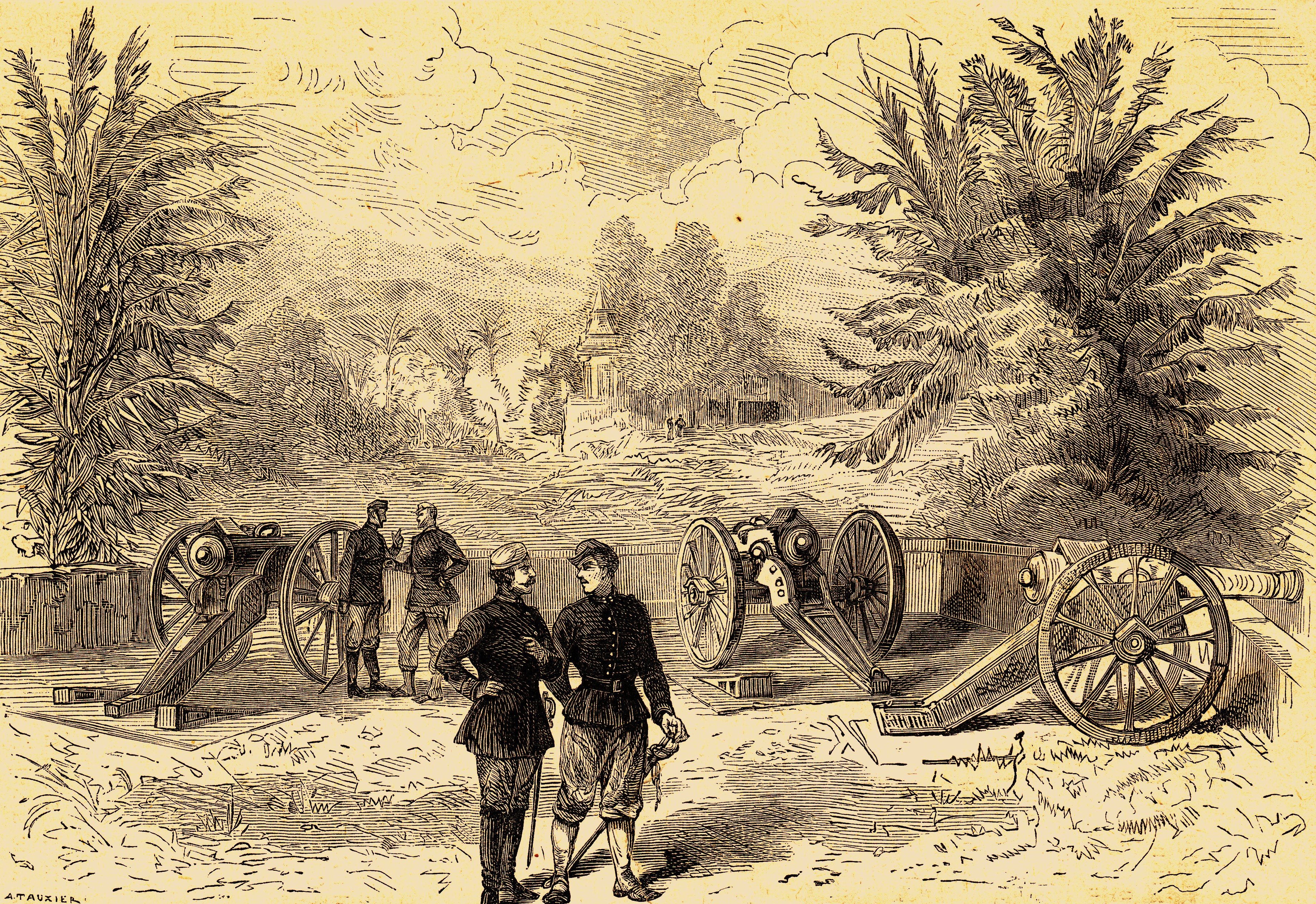
ضباط جيش جزر الهند الشرقية الهولندية الملكي على أهبة الاستعداد في عام 1874

أرسلت هولندا حملة ثانية في آتشيه في أواخر عام 1873 خلال حرب آتشيه بعد فشل حملة آتشيه الأولى التي قامت بها جيش جزر الهند الشرقية الهولندية الملكي إلى آتشيه.
في ذلك الوقت كانت هذه الحملة واحدة من أكبر الحملات الهولندية التي أرسلت في الأرخبيل الإندونيسي على الإطلاق، الحملة تتألف من 8,500 فرد، 4,500 الخدم وعمال، وتمت إضافة احتياطي من 1500 جندي في وقت لاحق. كل من الهولندين والأتشيهين عانوا من المرض (في الغالب الكوليرا) خلال هذا الوقت. توفي 1,400 من الجنود الاستعماريين بين نوفمبر 1873 وأبريل 1874. بعد أن تخلى الأتشيهيون عن العاصمة باندا آتشيه، القوات الهولندية انتقلت إلى العاصمة في يناير 1874 معتقدة أن الأتشيهيون قد استسلموا وأنهم قد فازوا في الحرب. وأعلنوا أن سلطنة آتشيه تم حلها وأن آتشيه تم ضمها كمستعمرة.
وهكذا امتنعت القوى الأجنبية عن التدخل، ومع ذلك استمرت مقاومة الأتشيهيين . السلطان محمود شاه وأتباعه انسحب إلى التلال والغابات في آتشيه، حيث توفي السلطان محمود في نهاية المطاف بسبب الكوليرا. حينها أعلن الأتشيهيون حفيد السلطان السابق توانكو إبراهيم الذي اسمه توانكو محمد داود كسلطان وأطلق عليه علاء الدين محمد داود شاه الثاني (حكم. 1875-1903) واستمر نضالهم في التلال والغابات الأراضي كحرب العصابات.